# چرخ کوچک

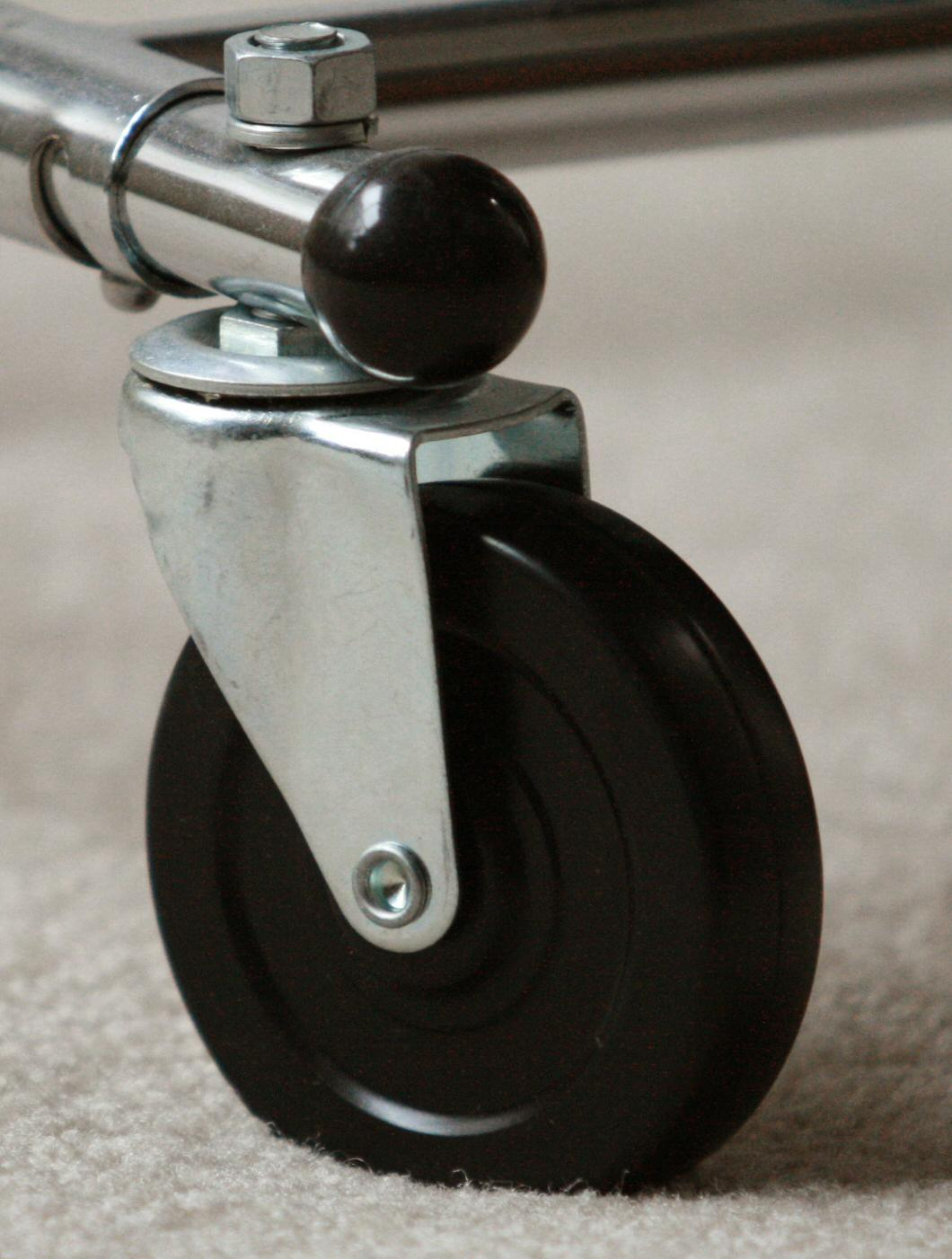
یک چرخک گردان

چرخک (یا کاستر یا کاستور) یا چرخ کوچک (به انگلیسی: Caster or Castor) یک چرخ بدون رانده است که به گونه‌ای طراحی شده است که به پایین یک جسم بزرگتر ("حامل") متصل شود تا بتواند آن جسم را حرکت دهد.
چرخک‌ها در کاربردهای متعددی از جمله چرخ‌دستی‌های خرید، صندلی‌های اداری، واگن‌های اسباب‌بازی، تخت‌های بیمارستانی و تجهیزات جابه‌جایی کالا استفاده می‌شوند. چرخک‌های با ظرفیت بالا و کار سنگین در بسیاری از کاربردهای صنعتی مانند کامیون‌های پلت‌فرم، چرخ‌دستی‌ها، کارهای مونتاژها و خطوط یدک‌کش در کارخانه‌ها استفاده می‌شوند.

## انواع

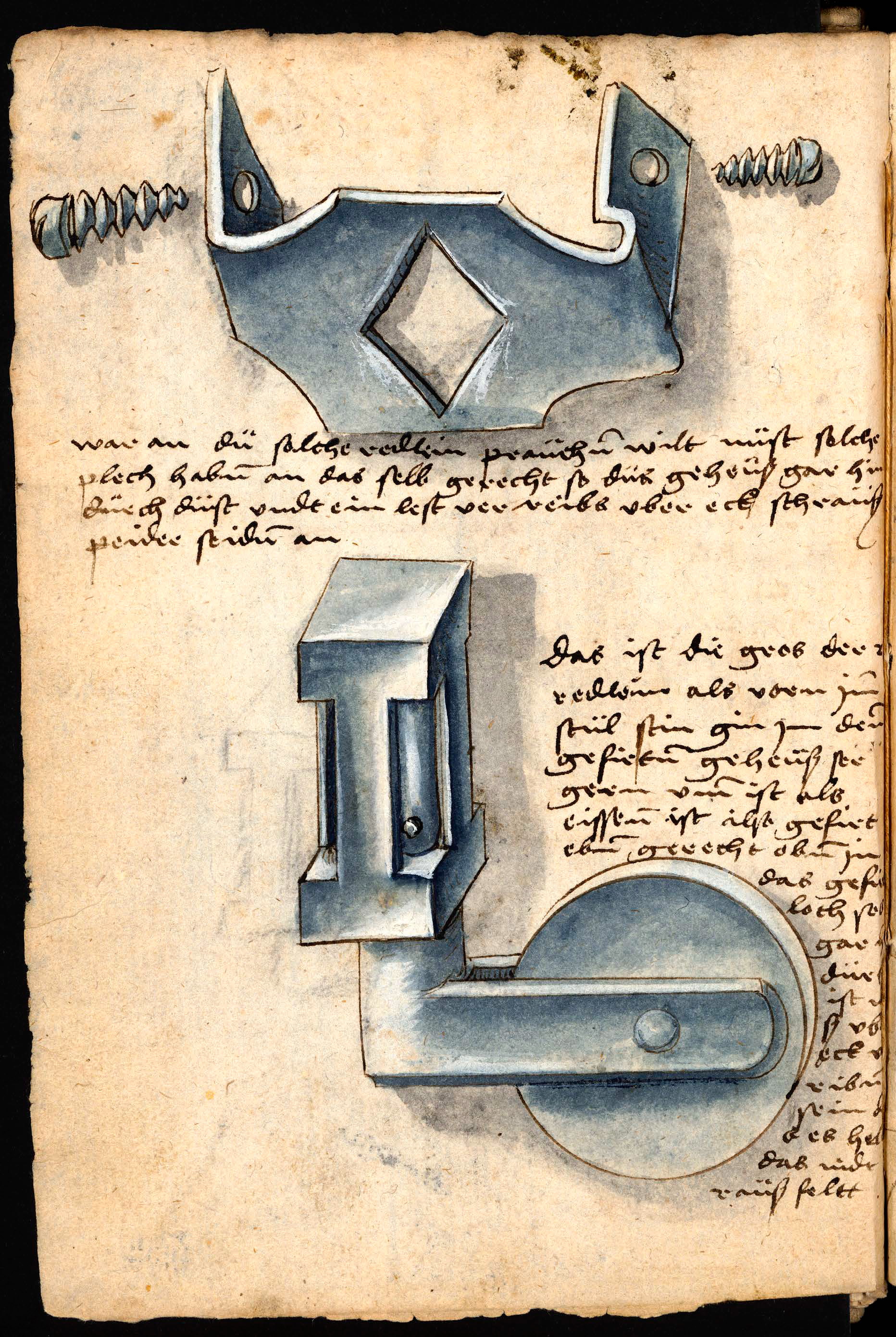
نقاشی یک چرخک از دفترنامهٔ لوفلهولتس از نورنبرگ، آلمان، به تاریخ ۱۵۰۵ میلادی.

چرخک‌ها ممکن است برای غلتیدن در امتداد یک مسیر مستقیم ثابت شوند، یا بر روی یک محور یا پینتل نصب شوند تا چرخ به‌طور خودکار، خود را با جهت حرکت هماهنگ کند.

### چرخک‌های سخت
یک چرخک اولیهٔ سخت از یک چرخ تشکیل شده است که روی یک پنجهٔ ثابت نصب شده است. جهت پنجه، که نسبت به وسیلهٔ نقلیه ثابت است، زمانی تعیین می‌شود که چرخک بروی حامل سوار می‌شود. نمونه‌ای از این چرخک‌ها آن‌هایی هستند که در عقب یک سبد خرید می‌توان دید. چرخک‌های سخت تمایل دارند حرکت وسیلهٔ نقلیه را محدود کنند تا نقلیه در امتداد یک خط مستقیم حرکت کند.

### چرخک گردان
مانند چرخک سخت ساده‌تر، چرخک چرخشی دارای چرخی است که روی یک پنجه نصب شده است، اما یک مفصل گردندهٔ اضافی در بالای پنجه به آن اجازه می‌دهد تا آزادانه حدود ۳۶۰ درجه بچرخد، بنابراین چرخ را قادر می‌سازد در هر جهت بچرخد. این امر باعث می‌شود تا به راحتی خودرو را در هر جهتی بدون تغییر جهت حرکت دهید. چرخ‌های چرخان گاهی به دسته‌ها متصل می‌شوند تا اپراتور بتواند جهت آن‌ها را به صورت دستی تنظیم کند. چرخک چرخشی بهبود یافته در سال ۱۹۲۰ میلادی توسط سیبرت چسنات، (ثبت اختراع ایالات متحده ۱۳۴۱۶۳۰) اختراع شد که به راحتی با باسمه‌زنی تولید می‌شد و بلیرینگ‌ها را برای طول عمر بیشتر در آن گنجانده بود. در اوایل دههٔ ۱۸۴۰ میلادی چرخک‌های چرخان اصلی در «صندلی اداری» معروف چارلز داروین وجود داشت. 

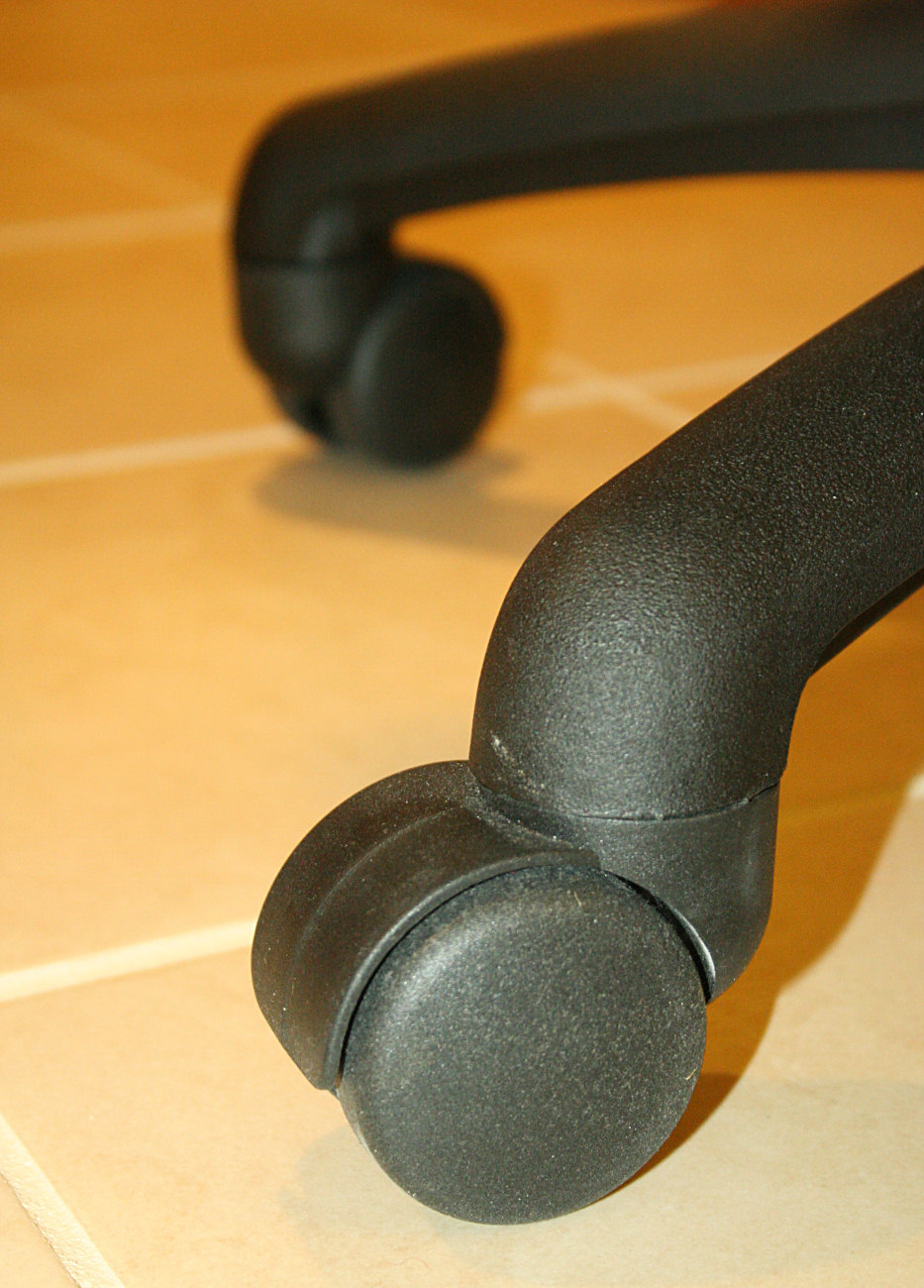
چرخک گردان دو چرخک روی صندلی اداری (بدون پنجه)

### چرخک‌های صنعتی
چرخکهای صنعتی، چرخ‌های سنگینی هستند که برای حمل بارهای سنگین، در برخی موارد تا سی هزار پوند (حدود ۱۳٫۶۰۸ کیلوگرم) طراحی شده‌اند. یک چرخک صنعتی ممکن است طراحی چرخان یا سخت داشته باشد. چرخک‌های صنعتی معمولاً دارای یک صفحهٔ رویی تخت هستند که دارای چهار سوراخ پیچ برای اطمینان از اتصال محکم بین صفحهٔ بالایی و بار است. آن‌ها در کاربردهای مختلفی از جمله چرخ دستی‌های عروسکی، میزهای گردان مونتاژ، قفسه‌های ذخیره‌سازی سنگین، سطل‌های نگهداری، خطوط بکسل، تجهیزات نگهداری و مکانیسم‌های جابجایی مواد استفاده می‌شوند. 

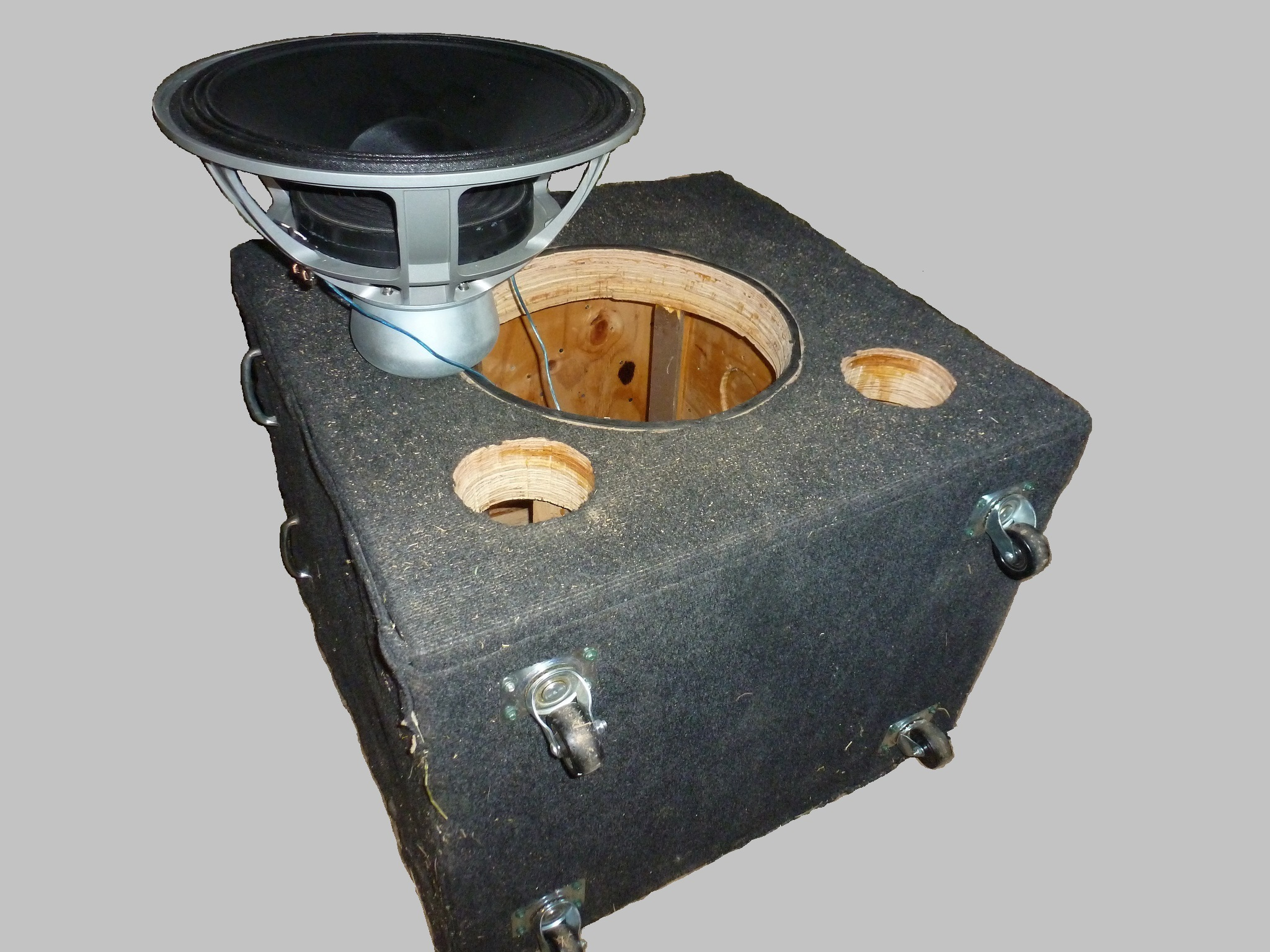
چهار چرخک سنگین روی یک ساب ووفر بزرگ که وزن آن می‌تواند بیش از باشد. بسته به بار و بارگیری بالا، باید بتواند در برابر جابه‌جایی سنگین مقاومت کند.

### چرخک‌های دارای ترمز و قفل
چرخک‌های ارزان قیمت رایج ممکن است دارای ویژگی ترمز باشند که از چرخش چرخ جلوگیری می‌کند. این معمولاً با استفاده از اهرمی که بادامک ترمز را روی چرخ فشار می‌دهد به دست می‌آید. با این حال، یک چرخک چرخشی همچنان می‌تواند کمی به اطراف حرکت کند، در یک دایرهٔ کوچک که حول فاصلهٔ انحراف بین شفت عمودی و مرکز چرخ قفل شده می‌چرخد.

### چرخکهای بدون‌شاه‌گیر
یک چرخک بدون شاه‌گیر دارای یک مسیر عبور داخلی، یک مسیر عبور بیرونی که به حامل متصل است و بلبرینگ‌هایی میان مسیرها هست. این مکانیسم فاقدشاه‌گیر است، به همین دلیل به نام شاه‌گیر نامیده می‌شود. فقدان شاه‌گیر بیشتر علل خرابی چرخانندهٔ چرخان را از بین می‌برد و باعث کاهش یا از بین رفتن تکان‌های پس از استفاده می‌شود. آن‌ها ظرفیت و دوام قابل مقایسه با واحدهایی دارند که دارای بلبرینگ‌های دقیق مهر و موم شده یا مخروطی هستند، و جایگزینی عملی برای چرخک‌های چرخشی سنتی در موقعیت‌های ضربه بالا هستند.

## طراحی‌های ارگونومیک

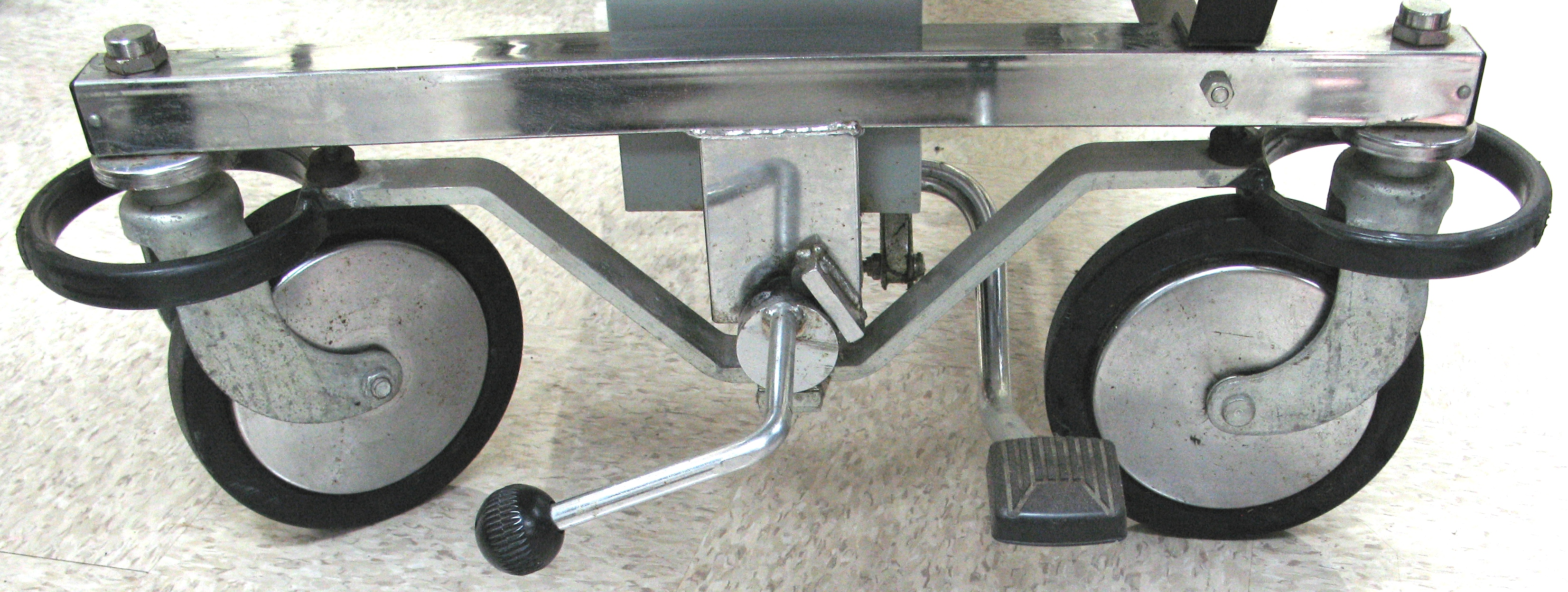
مکانیزم قفل مرکزی چرخک روی برانکارد هیدرولیک قدیمی استرایکر. در حالت قفل شده با بادامک مرکزی که به سمت پایین چرخانده شده است.

چرخک‌های ارگونومیکی با در نظر گرفتن محیط عملیاتی و وظایفی که باید انجام شود طراحی شده‌اند تا هرگونه اثرات مضر بر اپراتور به حداقل برسد. اقدامات تکراری درازمدت شامل مقاومت در برابر چرخک‌ها می‌تواند به آسیب‌های ناشی از فشار کمک کند. مشخصات نامناسب نیز می‌تواند به کاهش عمر چرخش کمک کند.

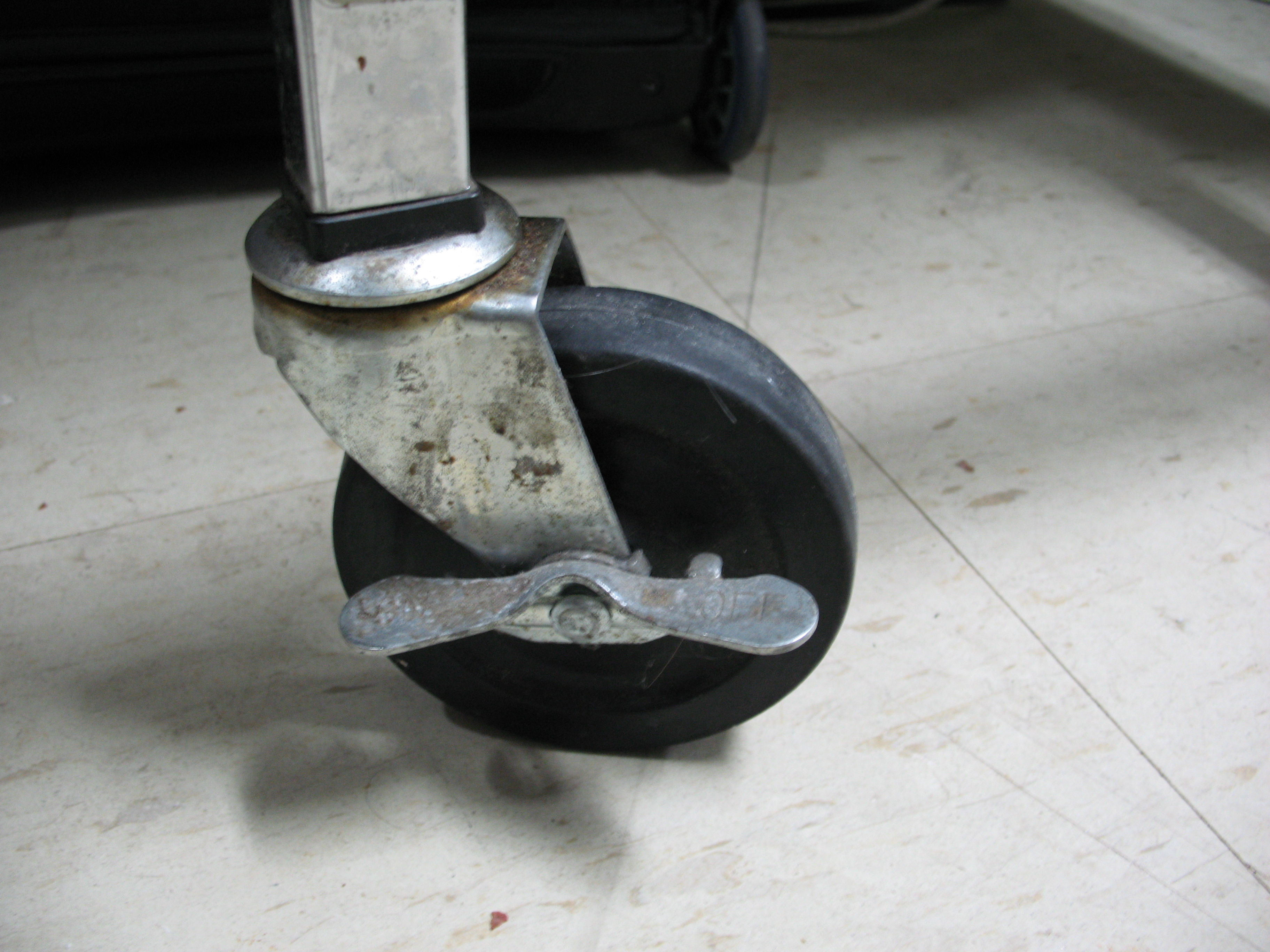
چرخک گردان با قفل چرخ. چرخش عمودی در این نوع چرخک را نمی‌توان در موقعیت خود قفل کرد.

پارامترهای زیادی در نحوهٔ عملکرد چرخک نقش دارند. پارامترهایی مانند سختی لاستیک، عرض و شکل آج، طول انحراف عقب ("چرخک") و قطر چرخ همگی بر تلاش لازم برای شروع حرکت پلت‌فرم تأثیر می‌گذارند. چرخ‌های سخت‌تر با کاهش مقاومت در برابر تغییر شکل، چرخش را آسان‌تر می‌کنند. لاستیک با باد کمتر مقاومت بیشتری در برابر تغییر شکل ارائه می‌دهد و بنابراین تلاش بیشتری برای حرکت دادن پلت‌فرم متصل نیاز است. کوشش چرخش تحت تأثیر مقدار چرخک و قطر چرخ است.
پیشرفت‌های طراحی سنتی چرخک شامل محافظ انگشتان پا، برف پاک‌کن‌های مسیر، پایه‌های تقویت‌شده، لوله‌های فرمان، قفل‌های چرخان و ترمزها هستند که همگی در تلاش برای کاهش صدمات اپراتور در محل کار اجرا می‌شوند.